# Левицька Параска Іванівна
Параска Іванівна Левицька (нар. 3 квітня 1939, село Угринів, тепер Тисменицького району Івано-Франківської області) — українська радянська діячка, швачка Івано-Франківської фабрики художніх виробів. Депутат Верховної Ради УРСР 7—10-го скликань.

## Біографія
З 1957 року — швачка-мотористка Станіславської (Івано-Франківської) фабрики художніх виробів імені Рози Люксембург.
Освіта вища. Закінчила Московську вищу школу профспілкового руху ВЦРПС.
Потім — на пенсії в місті Івано-Франківську.

## Нагороди
- ордени
- медалі